# ستيف جيمس (لاعب سنوكر)
ستيف جيمس (بالإنجليزية: Steve James)‏ هو لاعب سنوكر بريطاني، ولد في 2 مايو 1961 في كانوك ‏ في المملكة المتحدة.